# Солёное Озеро (Ставропольский край)
Солёное О́зеро — хутор в Петровском городском округе Ставропольского края Российской Федерации. 

## Варианты названия
- Солёное озеро[3].

## География
Хутор расположен на Ставропольской возвышенности, прикалаусских высотах, у подножья горы Куцай и на побережье озера Лушниковское. На горе Куцай находятся геологические образования — конкреции. Озеро богато целебной грязью и рапой. 

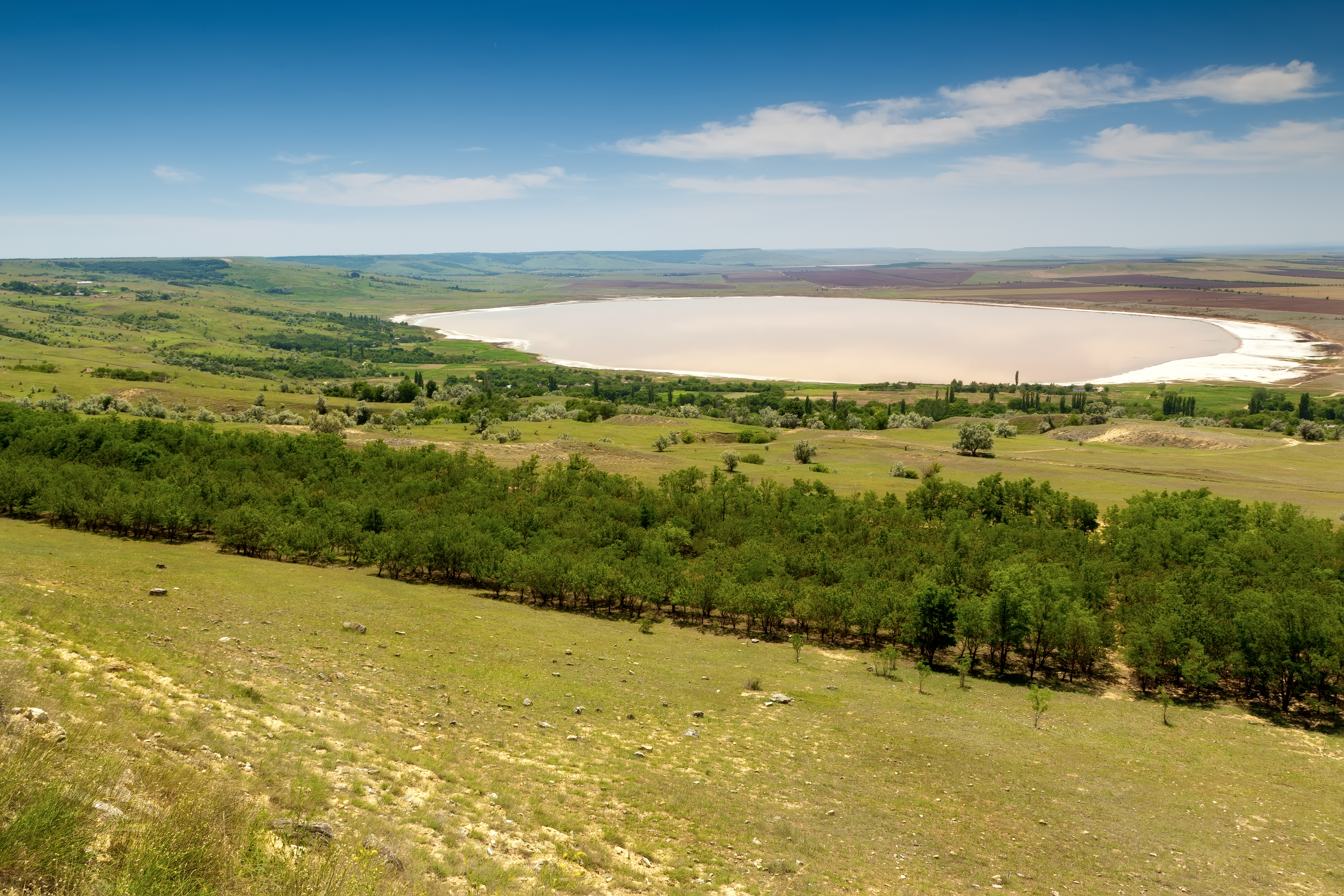
Солёное озеро (вид с горы Куцай)

Расстояние до краевого центра: 73 км. Расстояние до районного центра: 7 км.

### Природный заказник
Постановлением Губернатора Ставропольского края от 10.11.99 № 664 образован заказник. Состоит из двух частей — озёр Лушниковского и Солёного и озера Хмыров (в 9 км восточнее села Кугуты).

### Предпосылки создания курортной зоны
В 1920 году Будённый лечил своих воинов на берегу озера Солёного.

В 2006 году Пятигорском научно-исследовательском институте курортологии и физиотерапии были проведены исследования грязи и рапы Солёного озера, которые подтвердили, что с их помощью можно лечить заболеваний кожи, суставов и органов дыхания. А использование кумысалечения в сочетании с конными прогулками, могли бы увеличить количество излечиваемых заболеваний и повысить популярность как курорта.

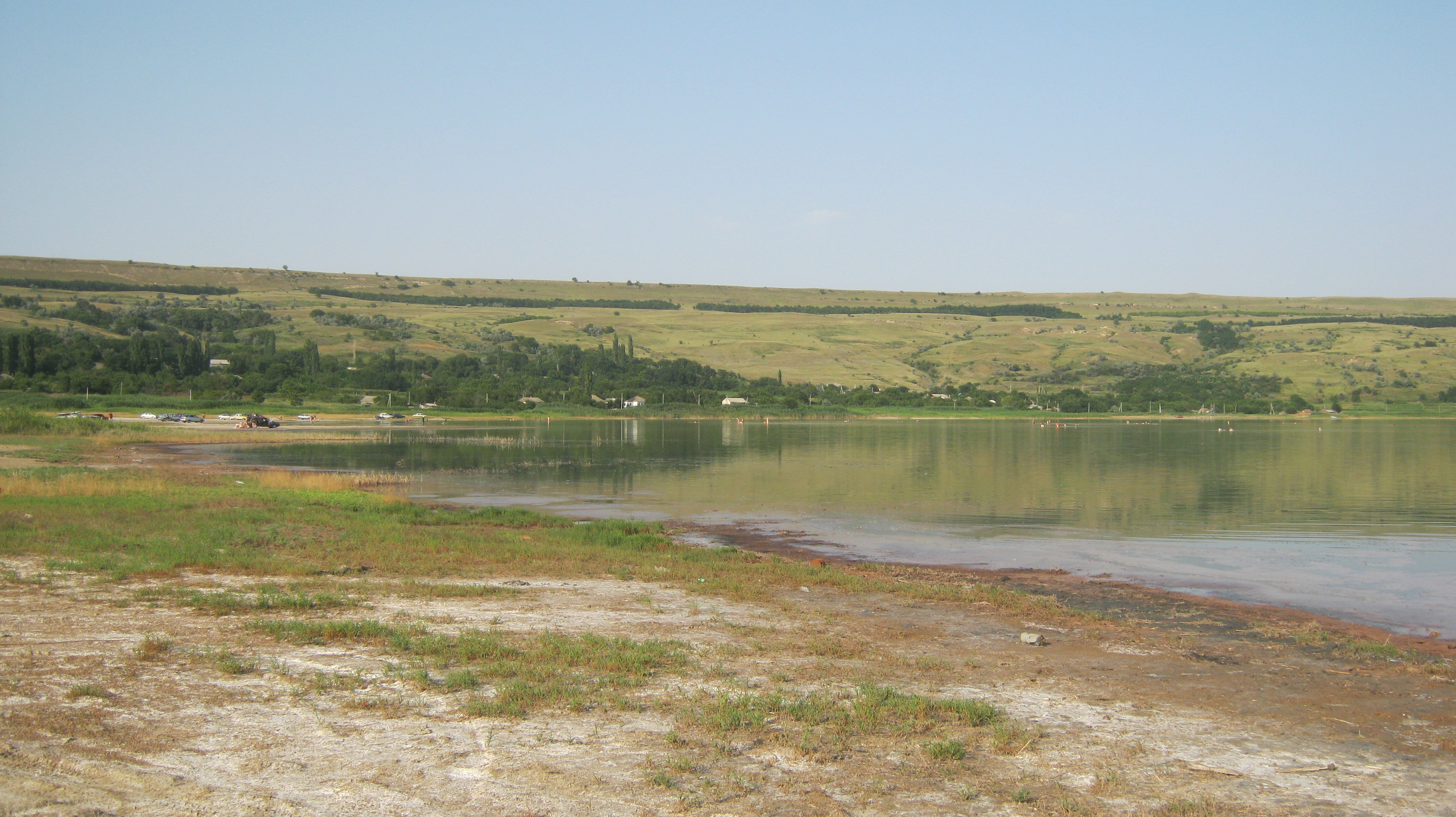
Вид со стороны озера Лушниковское на хутор Солёное Озеро и гору Куцай, 2011

В связи с этим администрация района утвердила районную целевую программу развития инфраструктуры туризма и курортов с перспективой строительства санатория.
Депутаты комитета Думы Ставропольского края по природопользованию, экологии, курортно-туристической деятельности при посещении Солёного озера 12 апреля 2011 года, так же заявили о программе создания курорта.

### Экологические проблемы Солёного озера
Солёное озеро питают 7 родников, выходящих из склонов горы Куцай, в связи с активным забором воды с этих родников озеро высыхает. Если срочно не предпринять меры, то эта уникальная лечебница природы может исчезнуть.

В 2024 году в озеро, силу длительного отсутствия осадков и выше перечисленных экологических проблем, почти полностью высохло.

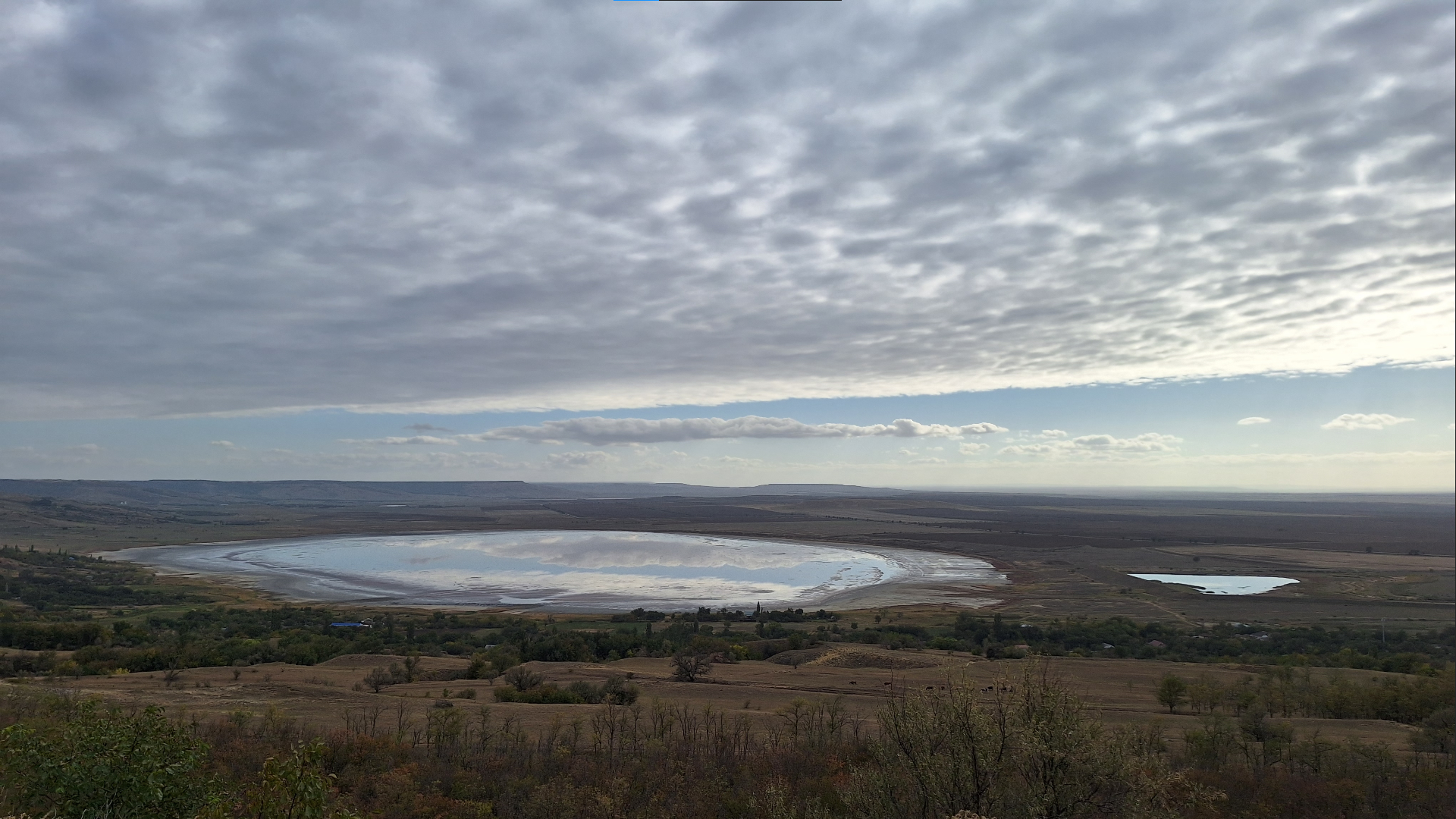
Пересыхающее озеро с горы Куцай, 2024

## История
На 1 марта 1966 года хутор входил в состав Светлоградского горсовета:28.
До 1 мая 2017 года входил в упразднённое городское поселение город Светлоград).

## Население
| 1989 | 2002 | 2010 | 2014 | 2023 |
| ---- | ---- | ---- | ---- | ---- |
| 725  | ↗867 | ↘758 | ↘700 | ↘650 |

По данным переписи 2002 года в национальной структуре населения преобладают русские (84 %).

## Образование
- Детский сад № 32 «Росинка»[13]

## Люди, связанные с хутором
- Роман Стефанович Николаенко (1918—1944) — Герой Советского Союза, уроженец хутора

## Памятники
- Дом в котором родился и жил герой Советского Союза Р. С. Николаенко[14]
- Обелиск воинам-односельчанам, погибшим в годы Великой Отечественной войны 1941—1945 гг. 1965 год[15]

## Кладбище
- Общественное открытое кладбище (в 800 м на юго-восток от водоёма (отстойник)). Площадь участка 15 150 м²[16].